# 鳥居清種
鳥居 清種（とりい きよたね、天保元年〈1830年〉- 明治23年〈1890年〉11月18日）とは、江戸時代末期から明治時代にかけての浮世絵師。

## 来歴
二代目鳥居清満の門人。姓は徳田、俗称は亢三（たつぞう）。医師の家に生まれたが家業を好まず画道に入った。作画期は安政から明治にかけてで、中年になってから入門したので鳥居の姓を名乗ることは許可されなかったが、師の二代目清満没後、密かに鳥居姓を名乗ったという。絵草子屋を営みながら絵ビラ書きをしていたが、後に芝居絵本や辻番付などを描いた。明治5年（1872年）に刊行された絵本番付『隅田川坂東名所』（すみだがわあずまのなどころ）や、刊行年不明の絵本『宝入船』が知られている。享年61。墓所は台東区蔵前の正覚寺、法名は一徳院任運素洗居士。門人に文作、種時、種長がいる。